# 黑尾舌鳎
黑尾舌鳎（学名：Cynoglossus melampetalus）为輻鰭魚綱鰈形目鰨亞目舌鳎科舌鳎属的鱼类，俗名黑鳍双线舌鳎。在中国，分布于每南、两广到浙江宁波等海区等，属于暖水性中等大底层海鱼，體長可達26.4公分，棲息在底層水域，生活習性不明。该物种的模式产地在广州。